# A Baña
A Baña (oficialment i en gallec: A Baña) és un municipi de la província de la Corunya, a Galícia. Pertany a la comarca d'A Barcala.

## Demografia
| 5.797 | 6.149 | 7.347 | 8.361 | 4.888 |
| Fonts: INE i IGE (Els criteris de registre censal variaren i les dades de l'INE i de l'IGE poden no coincidir.) |       |       |       |       |

## Parròquies
| - A Baña (San Vicenzo) - Barcala (San Xoán) - O Barro (Santa Mariña) - Cabanas (San Miguel) - Corneira (San Cristovo) - A Ermida (San Salvador) - Fiopáns (San Pedro) | - Lañas (Santa Baia) - Marcelle (Santa Cristina) - Ordoeste (Santa María) - A Riba (San Xoán) - San Cibrán de Barcala (San Cibrán) - Sanamede do Monte (San Mamede) - Suevos (San Mamede) - Troitosende (Santa María) |

## Personatges il·lustres
- Avelino Pousa Antelo, intel·lectual galleguista.